# Erwin Schulhoff
Erwin Schulhoff (Praga, 8 de junho de 1894 – Weißenburg in Bayern, 18 de agosto de 1942) foi um compositor checo de origem judia. 

## Biografia
Depois de estudar durante a infância no Conservatório de Praga, mudou-se para Viena e estudou em Leipzig e Colônia, onde ganhou o Prêmio Mendelssohn nas especialidades de piano (1913) e composição (1918). Teve aulas com Debussy e Reger. Durante a Primeira Guerra Mundial, serviu, na frente, uma experiência de guerra que o levou a desenvolver uma antiguerra radical.
A partir de 1919, entra em contato com a vanguarda artística alemã. Esboça um balé com Tzara e seu tema Zehn para piano surge de uma colaboração com Otto Griebel. Também organiza uma série de concertos em Dresden em que é executada música da Segunda Escola de Viena.
Em 1922, um ano após casar-se com Alice Libochowit, decidiu mudar-se para Berlim, na Alemanha, a fim de aprender com os dadaístas e criar contrapartidas musicais para as expressões de artistas como George Grosz (1893-1959).
Em 1923 voltou a Praga, onde ganhou reputação como intérprete graças à sua formidável técnica de piano. Em seus programas dá ênfase à música de vanguarda, estreando as primeiras obras microtonais para o instrumento. Também desempenha uma intensa atividade como pianista de jazz.
É nessa época que começa a compor suas obras maduras. Poucos meses após seu retorno, seu ‘balé misterioso’ Ogelala, uma peça teatral de inspiração primitivista, estreia em Bratislava . O escândalo na estreia da obra, ainda maior do que A Sagração da Primavera há dez anos, consagra-a como o principal valor da vanguarda musical checoslovaca. Um ano depois, iniciou seu ciclo de sinfonias e, em 1927, estreou sua primeira ópera, Flammen, que alguns consideraram a melhor performance operística sobre o mito de Don Juan do século XX. Na técnica serial da época, Schulhoff compõe suas Onze Invenções para Piano.
No início da década de 1930, Schulhoff é um comunista convicto que se compromete com os pressupostos do realismo socialista, simplifica seu estilo e compõe obras de inspiração partidária. Em sua Sinfonia nº 3, dedicada aos grevistas da Eslováquia, tenta compor a sinfonia socialista perfeita, e na nº 4, composta em 1936 e dedicada aos lutadores da Guerra Civil Espanhola, ele usa um poema de Ondra Lysohorsky intitulado “Die in Madrid”. A sinfonia nº 5 também foi escrita em um estilo heroicamente stalinista. Naquela época, aumentou seu compromisso com o marxismo e o comunismo soviético, ingressou na Frente de Esquerda da Chéquia e participou do grupo de teatro operário. Essa tendência política se refletiu em suas obras, que eram peças vocais explicitamente comunistas, e que escreveu com a intenção de serem veiculadas em programas políticos.
No final da década de 1930, sua vida pessoal e profissional sofreu vários problemas: a relação com os pais piorou, perdeu vários contratos de gravação, morreu a mãe e divorciou-se, embora pouco depois se casasse novamente. Em sua vida privada, vai um passo além e adquire a nacionalidade soviética.
Após a invasão nazista da Checoslováquia, Schulhoff tenta fugir para a União Soviética, mas quando já está finalizando os preparativos para sua saída, é preso. Em 1941, foi enviado para o campo de concentração de Wülzburg. Lá está doente com tuberculose, mas ainda compõe seu testamento musical, Sinfonia No. 6 Sinfonia da Liberdade, que juntamente com Sonata 27. IV.1945 de Karl Amadeus Hartmann é considerada uma das obras musicais mais significativas do Holocausto. Schulhoff morreu no campo de concentração mencionado em 18 de agosto de 1942.

## Composições mais conhecidas
- Sinfonia n. 1
- Sinfonia n. 2
- Sinfonia n. 3
- Sinfonia n. 4
- Sinfonia n. 5
- Sinfonia n. 6 “Svobody” para coro e orquestra
- Concerto para piano “Alla jazz”
- Concerto para flauta, piano e orquestra
- Suite de orquestra de câmara
- Sexteto de cordas
- Diversão para quarteto de cordas
- 5 peças para quarteto de cordas
- Quarteto de cordas No. 1
- Quarteto de cordas No. 2
- Concertino para flauta, viola e contrabaixo
- Suíte para violino e piano
- Sonata para violino nº 1
- Sonata para violoncelo
- Sonata para piano nº 1
- Sonata para piano nº 2
- Sonata para piano nº 3
- Hot-Sonate para sax e piano
- 5 estudos de jazz para piano
- 6 Esquisses de Jazz para piano
- Suíte dansante en Jazz para piano
- Fünf Pittoresken para piano
- Bassnachtigall para Contrabassoon
- Ogelala, balé
- Flammen, ópera